# 1450-talet

## Händelser
- 29 maj 1453 - Konstantinopel erövras av osmanerna. Därmed upphör det bysantinska riket att existera.

## Födda
- 9 mars 1451 – Amerigo Vespucci, italiensk sjöfarare och upptäcktsresande som fått världsdelen Amerika uppkallad efter sig.
- 15 april 1452 – Leonardo da Vinci, italiensk målare, universalgeni, arkitekt, ingenjör, uppfinnare och naturforskare.
- 2 februari 1455 – Hans, kung av Danmark, kung av Norge och kung av Sverige.

## Avlidna
- 1457 - Lorenzo Valla, itliensk humanist, filolog och retoriker.